# マールヴィー語
マールヴィー語（Malvi）はインドのマールワー地方の言語である。別名としてマールワー語やMalavi、Mallow、Malwada、Malwi、Ujjainiなどと呼ばれる。マールヴィー語はラージャスターン語（ラージャスターニー語）に属する言語である。
マールワー地方の約75%の人々は、マディヤ・プラデーシュ州の公用語であるヒンディー語で会話することができる。

## 方言
2001年の調査で、マールヴィー語は、4つの方言がある。
- Ujjaini (ウッジャイン県、インダウル県、デーワース県、スィーホール県)
- Rajawadi (ラトラーム県、マンドサウル県、ニーマチ県)
- Umathwadi (ラージガル県)
- Sondhwadi (ラージャスターン州ジャーラーワール県)